# Municipio de Banner (condado de Cavalier)
El municipio de Banner (en inglés: Banner Township) es un municipio ubicado en el condado de Cavalier en el estado estadounidense de Dakota del Norte. En el año 2010 tenía una población de 29 habitantes y una densidad poblacional de 0,37 personas por km².

## Geografía
El municipio de Banner se encuentra ubicado en las coordenadas 48°34′49″N 98°47′9″O / 48.58028, -98.78583. Según la Oficina del Censo de los Estados Unidos, el municipio tiene una superficie total de 77.44 km², de la cual 75,3 km² corresponden a tierra firme y (2,77 %) 2,15 km² es agua.

## Demografía
Según el censo de 2010, había 29 personas residiendo en el municipio de Banner. La densidad de población era de 0,37 hab./km². De los 29 habitantes, el municipio de Banner estaba compuesto por el 100 % blancos. Del total de la población el 0 % eran hispanos o latinos de cualquier raza.